# Chrzanów (stacja metra)
Chrzanów – budowana stacja II linii metra w Warszawie, znajdująca się u zbiegu ulic Szeligowskiej i gen. Rayskiego w dzielnicy Bemowo, na osiedlu Chrzanów.

## Opis
W 2018 roku podpisano umowę na projekt i budowę stacji z konsorcjum spółek Gülermak i Astaldi.
Pod koniec 2020 roku wykonawca złożył wniosek o wydanie pozwolenia na budowę. Prace przygotowawcze do budowy stacji rozpoczęły się w grudniu 2022 roku, po osiągnięciu przez miasto porozumienia ze spółką Gülermak co do kontynuowania budowy II linii metra na Bemowie.